# Pulcheria catomelas
Pulcheria catomelas là một loài bướm đêm trong họ Noctuidae.